# Kalayaan
Kalayaan é um município de  quinta classe de renda municipal (d) na província de Palauã, nas Filipinas. De acordo com o censo de 1 de maio  de  2020 possui uma população de 193 pessoas e 35 domicílios.
Situada na região oeste do país, no centro do mar da China Meridional.[carece de fontes?]
O orçamento anual é de 47 milhões de pesos filipinos. Seu atual prefeito é Roberto M. Del Mundo, eleito em 2016.

## Subdivisões
O único barangay existente em Kalayaan é Pag-asa, situado em Thitu, uma das ilhas Spratly. Inicialmente uma instalação militar, passou a abrigar sua população civil a partir de 2002.